# Tuomo
Tuomo ist ein männlicher Vorname, bei dem es sich um die finnische Variante von Thomas handelt. Er entstammt somit dem Aramäischen und bedeutet „Zwilling“. Eine häufig anzutreffende Variante ist Tuomas.

## Namensträger
- Tuomo Hatakka (* 1956), finnischer Manager
- Tuomo Hutri (* 1973), finnischer Kameramann
- Tuomo Karila (* 1968), finnischer Ringer
- Tuomo Mannermaa (1937–2015), finnischer Theologe
- Tuomo Pekkanen (* 1934), finnischer Latinist
- Tuomo Ruutu (* 1983), finnischer Eishockeyspieler
- Tuomo Suni (* 1977), finnischer Violinist
- Tuomo Suntola (* 1943), finnischer Physiker
- Tuomo Uusitalo (* 1986), finnischer Jazzmusiker (Piano, Komposition) des Modern Jazz
- Tuomo Ylipulli (1965–2021), finnischer Skispringer